# Chengdu J-20
Чэнду J-20 (кит. трад. 殲撃二十型, упр. 歼击二十型, пиньинь Jiān jī èr shí xíng, палл. Цзянь цзи эр ши син или 歼-20, Jiān-20, J-20, буквально Истребитель модель 20, также называют «Чёрный орёл») — китайский тяжёлый истребитель четвёртого (по китайской номенклатуре) или пятого поколения (по западной).
Разработан Авиационной промышленной корпорацией (Chengdu Aircraft Industry Corporation) в г. Чэнду.
Китайский истребитель J-20, являет собой современный китайский истребитель пятого поколения, производимый компанией CAIG. J-20 считается одним из ключевых достижений в сфере военной авиации для Китая и является первым китайским истребителем пятого поколения, предназначенным для выполнения роли многофункционального истребителя. Принят на вооружение в начале 2017 года.

## История создания

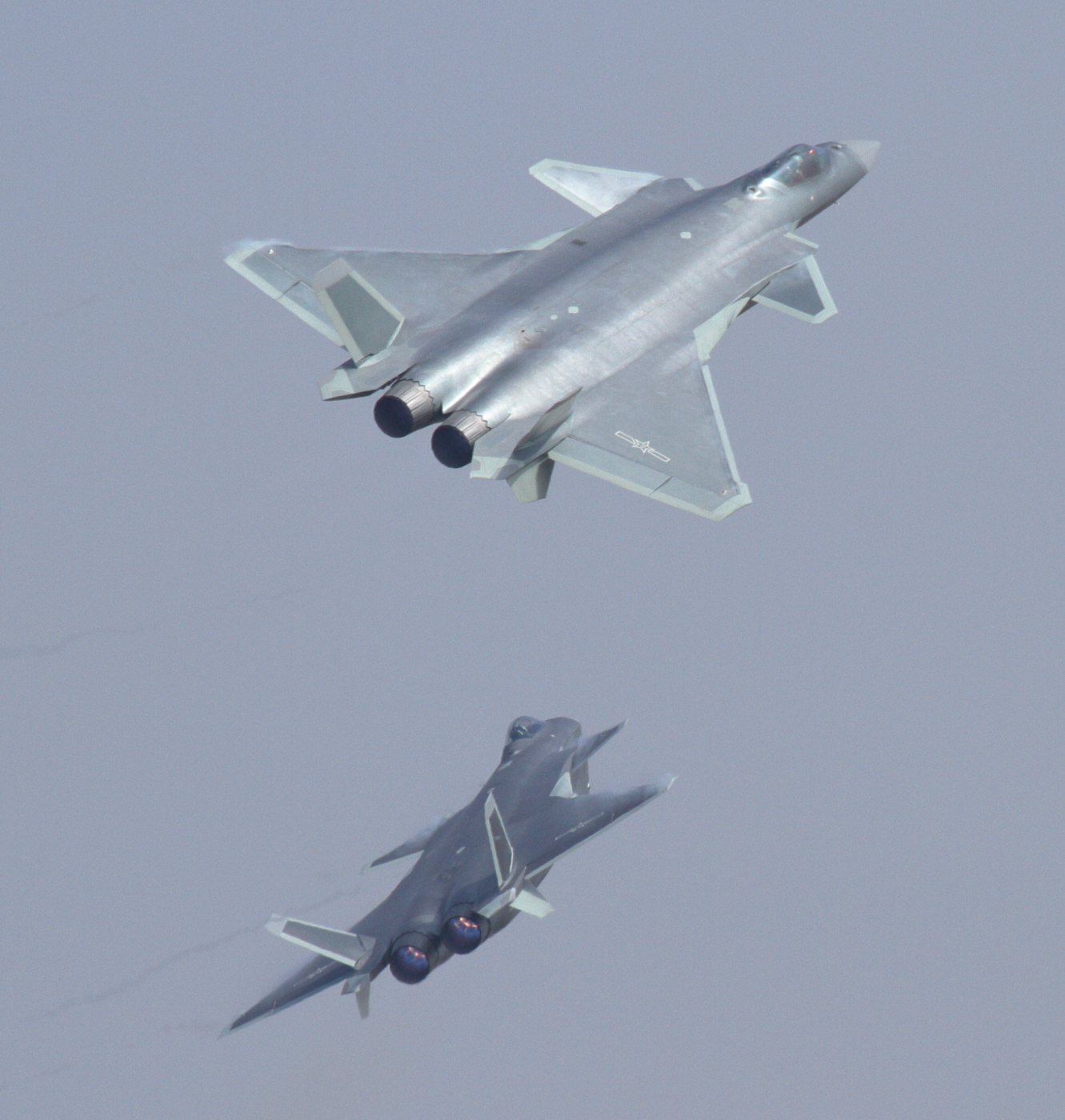
Первый публичный полёт пары J-20 на авиашоу в Китае, ноябрь 2016 года

В 2002 году Jane’s Defence Weekly сообщила, что авиастроительная корпорация Шэньян была выбрана генподрядчиком для проекта исследования и разработки нового истребителя.
В ноябре 2009 года заместитель командующего китайских военно-воздушных сил подтвердил, что «интенсивные научно-исследовательские и опытно-конструкторские работы по истребителю пятого поколения продолжаются».
В начале ноября 2010 года несколько китайских СМИ утверждали, что первые два планера завершены.
В конце декабря 2010 года китайские СМИ сообщили более подробную информацию о J-XX: теперь он называется J-20, было представлено несколько фотографий.
11 января 2011 года истребитель совершил первый пробный полёт. К августу 2011 выполнил 27 испытательных полётов; на февраль 2012 года совершено 60 испытательных полётов.
В феврале 2014 года поднялся в воздух самолёт с бортовым номером «2011», конструкция которого серьёзно отличалась от предшествующих лётных прототипов. Изменению подверглись воздухозаборники, получившие меньшее сечение, изменились задние кромки у законцовков крыла и оперения, оребрение кромок отсеков вооружений и створок шасси, а также геометрия хвостовых балок и расположенных на них подфюзеляжных гребней. В дополнение к этому под остеклением фонаря появилась силовая дуга, напоминающая таковую у американского F-35.
1 ноября 2016 года самолёт впервые предстал перед публикой в рамках авиакосмического салона Airshow China — 2016.
В декабре 2016 года первые машины поступили в состав 176-й бригады, относящейся к учебно-испытательному центру ВВС НОАК, а в марте 2017 года самолёт официально принят на вооружение.

## Конструкция

Схема J-20

Генеральным конструктором истребителя J-20 стал академик Ян Вэй — человек, отвечавший за разработку истребителя J-10.
По сообщениям ряда СМИ, на серийных J-20 установлены промежуточные двигатели: российские для истребителей четвёртого поколения АЛ-31ФН (китайские военные также массово закупили списанные двигатели этих марок) и китайские WS-10C.
Большая часть тактико-технических характеристик разработки остаётся в тайне. Chengdu J-20 имеет большое количество похожих и полностью скопированных элементов от российского, так и не завершившего испытания МиГ 1.44 и американских истребителей пятого поколения F-22 и F-35, таких, как треугольное крыло, ПГО — данный самолёт выполнен по схеме «утка» (горизонтальное оперение расположено в передней части относительно центра масс, поэтому он имеет большую манёвренность, но менее устойчив), пара подфюзеляжных гребней и близкорасположенные двигатели (аналогично МиГ 1.44), фонарь и носовую часть, идентичные этим же элементам на F-22, боковое расположение DSI-воздухозаборников, имеющих схожую с F-35 конструкцию, снижающую ЭПР. Вертикальное оперение является цельноповоротным и имеет схожую с оперением истребителя F-35 геометрию.
Некоторые эксперты скептически воспринимают заявления о копировании схемы «утка» с самолётов МиГ 1.44, Eurofighter Typhoon или Dassault Rafale, потому что у Китая были заделы по истребителю J-10 и гораздо более старому самолёту J-9V-II с боковым расположением воздухозаборников и двумя вертикальными стабилизаторами.

### Двигатели
На прототипы и первые серийные самолёты J-20 устанавливался двигатель АЛ-31ФН, в том числе третьей серии с тягой на форсаже 137 кН. В СМИ публиковались статьи, согласно которым на J-20 монтировались более совершенные двигатели АЛ-31Ф-М2, но информация с российской стороны о поставках этих моторов в Китай к 2016 году отсутствовала.
Двигателем WS-10C оснащаются серийные самолёты J-20A, начиная с 2019 года. Тяга на форсаже этого изделия составляет 142 кН. Её хватает для крейсерского полёта на низком сверхзвуке. Выводы части аналитиков и журналистов о крейсерской скорости оспариваются в других статьях. В 2017 году стало известно о том, что Китай начал устанавливать на двигатели семейства WS-10 лопатки, сделанные из собственного монокристаллического рений-никелевого суперсплава. В 2020 году межремонтный период двигателей семейства WS-10 превысил 500 часов. Общий ресурс неизвестен. WS-10C имеет пилообразное сопло для снижения заметности в диапазоне радиоволн.
WS-15 с управляемым вектором тяги проходит лётные испытания не позднее, чем с 2022 года. «Global Times», ссылаясь на неофициальные источники, сообщила о том, что в 2023 году якобы состоялся испытательный полёт J-20 с двумя двигателями WS-15. Часть западных экспертов говорит о произошедшем событии утвердительно, добавляя, что два мотора WS-15 были установлены на второй прототип одноместной модификации прежде неофициально названной J-20B. Трудности в разработке WS-15 были успешно преодолены. Двигатель предполагаемой максимальной тягой на форсаже 181 кН готов к серийному производству, до начала которого предстоит решить проблемы с цепочками поставок необходимых материалов, в частности нарастить производство суперсплавов.

### Авионика
- РЛС с АФАР Type 1475. Содержит 1856 приёмо-передающих модулей. Комплектуется чипом 3D-MCM[45].
- Малые боковые РЛС с АФАР, расположенные в носовой части фюзеляжа[46].
- Комплекс радиоэлектронной борьбы[31]
- Подфюзеляжная электронно-оптическая / инфракрасная поисково-прицельная система, напоминающая американскую EOTS[36]. Возможно, речь идёт о китайской модели EOTS-86 с меньшим углом обзора, чем у американского аналога[47].
- EORD-31? Есть мнение, что конструкторы не отказались от традиционной инфракрасной оптико-локационной станции, а спрятали её внутри корпуса для снижения заметности. При необходимости она якобы выдвигается наверх перед фонарём кабины экипажа[47]. Фото- и видеодоказательства наличия EORD-31 на J-20 не найдены.
- Пассивная электронно-оптическая система с распределённой апертурой (360 °). Местоположение всех датчиков не уточняется, но предполагается, что часть из них находится в носовой части фюзеляжа[27][36][47].
- Система предупреждения об облучении. Один из датчиков находится в носовой части фюзеляжа[47].
- Индикатор на лобовом стекле[48].
- Нашлемная система целеуказания[49].
- Большой многофункциональный цифровой дисплей в кабине экипажа[48].
- Широкополосный канал передачи данных[31].

### Вооружение

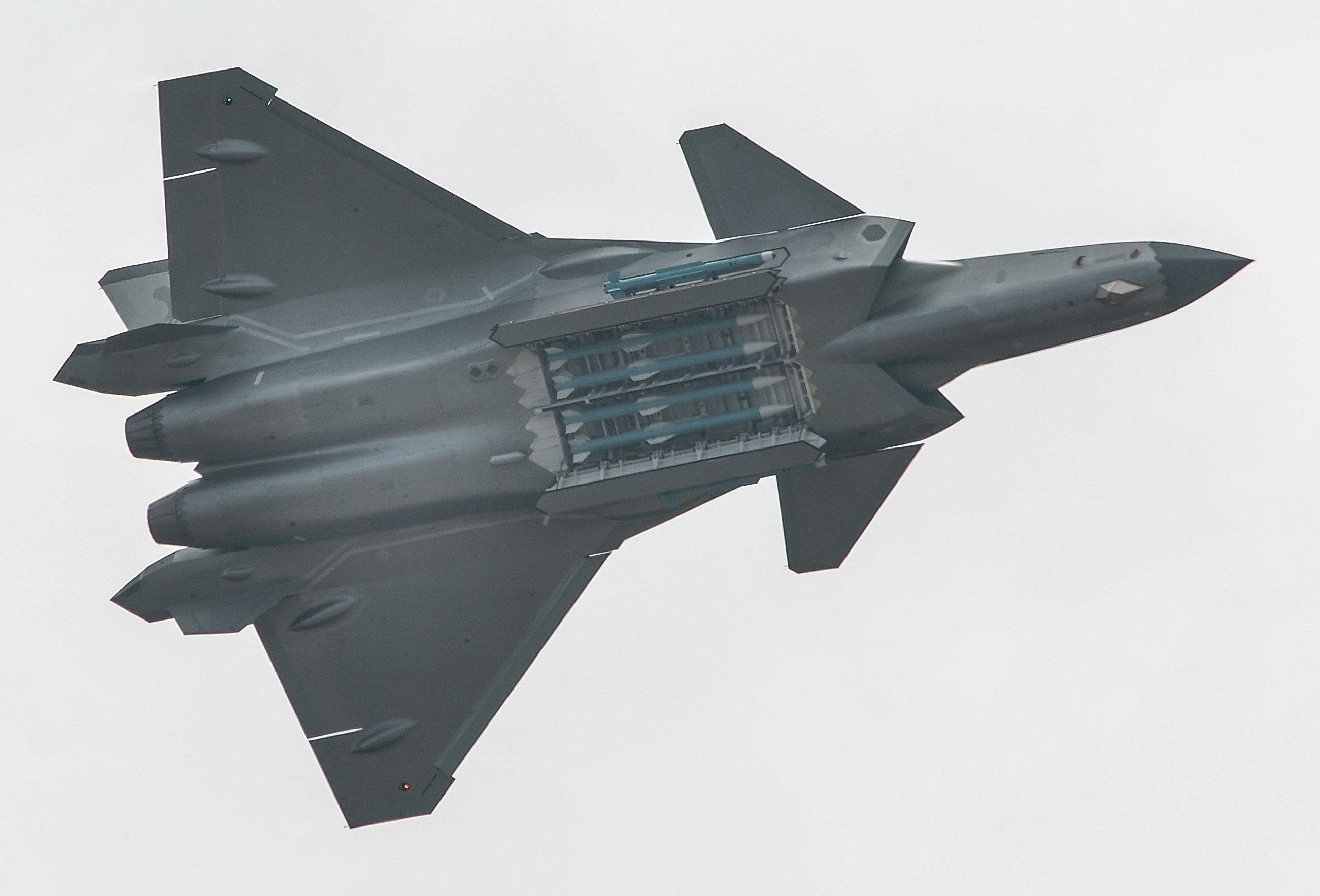
На изображении Chengdu J-20 отчётливо видны вдоль фюзеляжа внутренние отсеки для ракет.

Боекомплект самолёта J-20 находится в фюзеляжных отсеках вооружения: основном (нижнем) и двух боковых. В основном внутреннем отсеке помещается 4 ракеты класса воздух-воздух большой дальности (150—200 км) PL-15 с активной радиолокационной головкой самонаведения (ГСН). Ведётся работа над увеличением запаса ракет до 6 единиц. Результат этой работы — вариант ракеты PL-15E c укороченными передними и складными задними стабилизаторами — был выставлен на обозрение в 2024 году. 
Для фюзеляжного отсека J-20 разрабатывается ракета сверхбольшой дальности с ПВРД. Другая ракета сверхбольшой дальности PL-17, оснащённая РДТТ, не подходит по длине, поэтому её основным носителем, вероятно, будет истребитель J-16.
По двум боковым отсекам разнесены 2 ракеты ближнего воздушного боя (30 км) PL-10. Созданы две модификации этого типа ракет: первая оснащена инфракрасной ГСН, а более поздняя оборудована радиолокационной ГСН.
О боеприпасах класса воздух-поверхность в арсенале истребителя J-20 сведений практически нет, но заявлено, что он может наносить удары по наземным и морским целям. Был показан запуск из внутреннего отсека неизвестной ракеты, при рассказе о которой упомянули аэробаллистическую ракету 2PZD-21 (YJ-21) бомбардировщика H-6K.
Для J-20 ещё не подтверждены разработанные в Китае малозаметная крылатая ракета AKF-98A со складывающимся вертикальным и горизонтальным оперением, уменьшенный аналог планирующей кассетной бомбы TL500/GB6 и планирующая бомба LS-6/250.
К потенциальному вооружению J-20 могут относиться предлагаемые на экспорт лёгкие управляемые бомбы: CM-506KG, FT-7, CS/BBM2 и прочие.

## Характеристики
- Экипаж: 1 человек
- Длина: 21,2 м[59]
- Размах крыла: 13,01 м[59]
- Высота: 4,69 м[59]
- Площадь крыла: 73 м²
- Масса:
  - пустого: 17 000 кг

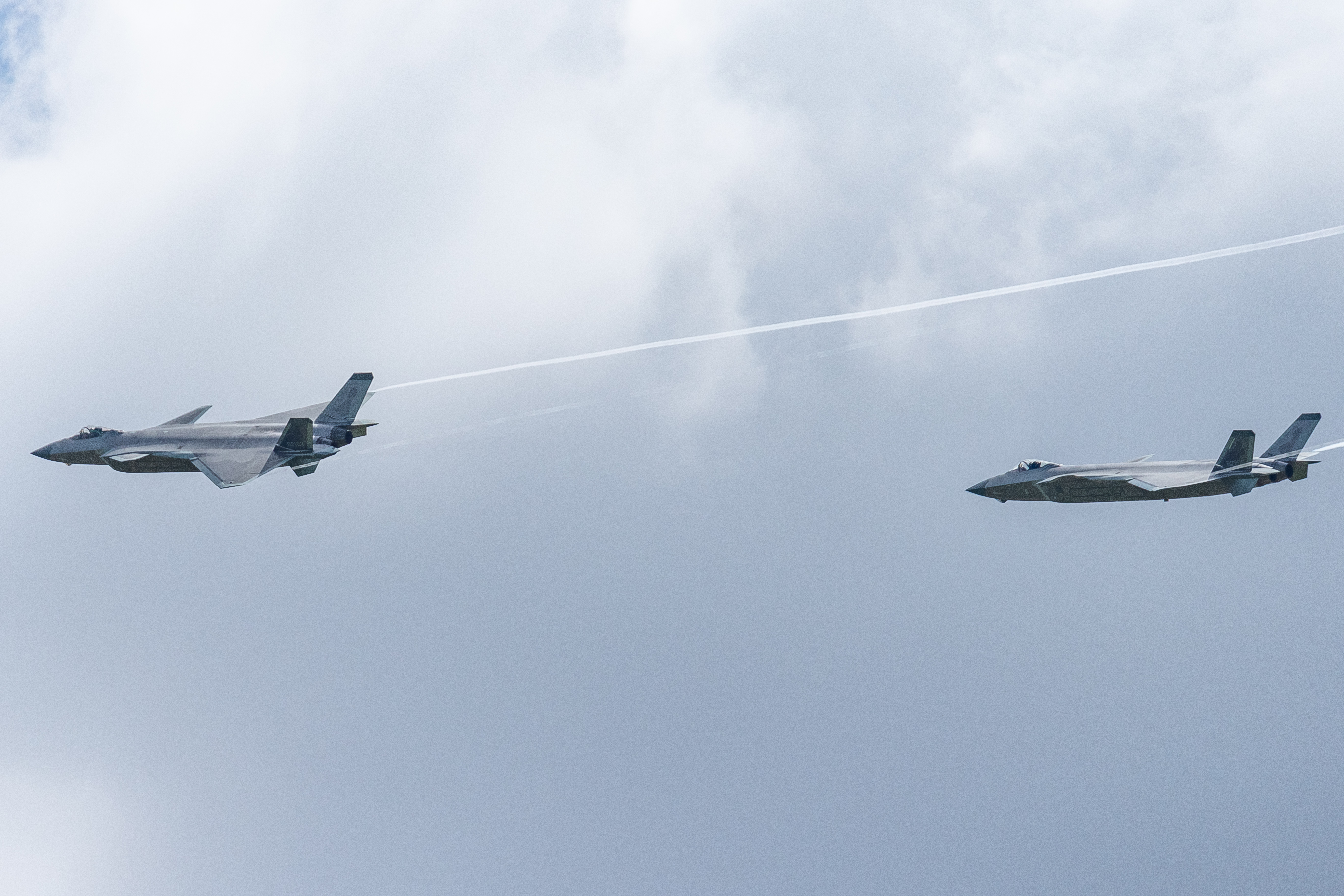
J-20 на авиашоу в 2022 г.

  - максимальная взлётная масса: 36 300 кг
  - Масса топлива: 12 000 кг[36]
- Двигатель: 2 × ТРДДФ
  - с максимальной тягой на форсаже до 13700, АЛ-31ФН, в том числе третьей серии, или Saturn AL-31F-M2[60]
  - с максимальной тягой на форсаже 14200 , Shenyang WS-10С[32]
  - с предполагаемой максимальной тягой на форсаже 18000, WS-15 (проходит лётные испытания)[44]
- Дальность: 5500 км
- Боевой радиус: 2000 км
- Практический потолок: 20 000 м
- Максимальная скорость: 2 M[59] (1

## Модификации
- J-20 — базовый вариант самолёта с российскими двигателями[32].
- J-20 или J-20A — модификация, оснащённая китайскими двигателями[24][32].
- J-20S — двухместный вариант, приспособленный для управления БПЛА[53].
- J-20A или J-20B — самолёт, отличающийся улучшенной аэродинамикой. К внешним изменениям относится появившийся за фонарём наплыв фюзеляжа[24][42].

## Производство
За три года, предшествовавших 2023 году, темпы производства J-20 удвоились. При их сохранении в 2023 году на прежнем уровне ожидается превышение числа поступивших на вооружение J-20 над количеством остающихся в строю истребителей F-22 «Раптор» .

## Эксплуатация
Самолёты J-20 патрулировали опознавательную зону ПВО Китая и проводили учебные воздушные бои с китайскими истребителями других моделей.
Места дислокации бригад, на вооружении которых находится истребитель J-20: Аньшань (1-я бригада), Гуйлинь (5-я бригада), Чансин (8-я бригада), Уху (9-я бригада), Цзинин (55-я бригада), Чжэнчжоу (56-я бригада), Корла (111-я бригада), учебно-испытательная база в Цанчжоу (172-я бригада), учебно-испытательная база в Динсине (176-я бригада).

## Операторы
- Китай — не менее 150 единиц по состоянию на начало 2023 года[61]

## Другие истребители пятого поколения
На вооружении
- F-22
- F-35
- Су-57

В разработке
- Shenyang J-31
- Mitsubishi ATD-X
- KAI KF-X